# Мадагаскар на Зимским олимпијским играма 2018.
Мадагаскар је у у другом наступу на Зимским олимпијским играма 2018. у Пјонгчангу, у Јужној Кореји, учествовали са једним апласким скијашем. Пре тога су учествовали на Зимским олимпијским играма 2006. у Торину.
Заставу Мадагаскара на свечаном отварању Олимпијских игара 2018. носила је једини такмичар Мијалитијана Клерк.

## Учесници по спортовима
| Спорт          | Мушкарци | Жене | Укупно |
| -------------- | -------- | ---- | ------ |
| Алпско скијање | 0        | 1    | 1      |
| Укупно (1)     | 0        | 1    | 1      |

## Алпско скијање
Представним Мадагаскара у алпском скијању је Мијалитијана Клерк. Она је рођена у Мадагаскару, али када је имала једну годину усвојила ју је породица из Француске. У Француској је научила да скија.
| Скијаш/ица         | Дисциплина | 1. вожња | 1. вожња | 2. вожња | 2. вожња | Укупно време | Укупно време | Детаљи |
| Скијаш/ица         | Дисциплина | Време    | Поз.     | Време    | Поз.     | Време        | Поз.         | Детаљи |
| ------------------ | ---------- | -------- | -------- | -------- | -------- | ------------ | ------------ | ------ |
| Мијалитијана Клерк | Велеслалом | 1:21.82  | 55       | 1:17.18  | 42       | 2:39.00      | 48 / 58 (81) |        |
| Мијалитијана Клерк | Слалом     | 1:01.24  | 53       | 59.03    | 48       | 2:00.27      | 47 / 64 (78) |        |